# Bacary Sagna
Bacary Sagna, nazywany również Bakary lub Bakari (ur. 14 lutego 1983 w Sens) – francuski piłkarz pochodzenia senegalskiego występujący najczęściej na pozycji prawego obrońcy. Może również grać na innej stronie obrony, a także w pomocy. Przez kolegów nazywany jest Bac.
Sagna zawodową karierę piłkarską rozpoczynał we francuskim AJ Auxerre, gdzie początkowo występował w drużynie rezerw. Następnie, w lipcu 2007 roku przeszedł do Arsenalu, A w roku 2014 przeszedł do Manchesteru City.
Francuz 65 razy reprezentował swój kraj w meczach międzynarodowych. W reprezentacji zadebiutował 22 sierpnia 2007 roku w towarzyskim spotkaniu ze Słowacją. W kadrze U-21 zagrał natomiast 12 razy i wystąpił wraz z nią na Mistrzostwach Europy w 2006 roku.

## Kariera klubowa

### Początki
Bacary Sagna urodził się w miejscowości Sens. Karierę piłkarską rozpoczął w juniorskiej drużynie miejscowego FC Sens. W lipcu 1997 roku przeszedł do AJ Auxerre, gdzie do roku 2001 występował w drużynie do lat 19. Następnie zaczął grać w drużynie rezerw tego klubu. W czasie pobytu tam wystąpił w 34 meczach, strzelając jedną bramkę. Początkowo Sagna grał na pozycji napastnika, jednak w meczu z Boulogne-sur-Mer trener Bernard David przeniósł go na prawą obronę w miejsce kontuzjowanego zawodnika i Francuz zaczął występować w defensywie. Do składu pierwszego zespołu pierwszy raz włączony został 18 października 2003 roku na ligowy mecz z AS Monaco, jednak w spotkaniu tym nie wystąpił. Sagna znalazł się w kadrze pierwszej drużyny na sezon 2004/2005.

### Auxerre
W Ligue 1 Sagna zadebiutował 11 września 2004 roku w przegranym 0:1 spotkaniu z SC Bastia. Debiutancki sezon zakończył z 26 ligowymi występami, a jego drużyna zajęła 8. miejsce w lidze i zdobył Puchar Francji, dzięki czemu awansował do Pucharu UEFA. W sezonie 2004/2005 francuski klub również uczestniczył w tych rozgrywkach, dotarł do ćwierćfinału, a Sagna wystąpił we wszystkich 10 meczach. W lipcu 2005 roku Auxerre przegrało 1:4 w finale Superpucharu Francji z Olympique'em Lyon.
W następnym sezonie Sagna wystąpił w 23 spotkaniach Ligue 1 i wraz z klubem zajął 6. miejsce w lidze. Francuska drużyna nie przeszła jednak pierwszej rundy Pucharu UEFA, przegrywając w niej z Lewskim Sofia; Sagna zagrał wtedy w jednym z dwóch pojedynków.
W sezonie 2006/2007 Sagna wystąpił w 38 ligowych spotkaniach, a klub zajął 8. miejsce w tabeli. Auxerre nie zdołało wyjść z grupy A Pucharu UEFA, zajmując w niej 3. miejsce; Sagna zagrał we wszystkich ośmiu spotkaniach. Pod koniec sezonu Francuza wybrano do najlepszej jedenastki sezonu Ligue 1 jako prawego obrońcę, został też najlepszym piłkarzem swojego zespołu. W czasie gry w Auxerre nosił koszulkę z numerem 29. Przez trzy sezony gry w tym zespole wystąpił w 87 spotkaniach Ligue 1.

### Arsenal

#### Sezon 2007/08
| "To jest rzecz nieprawdopodobna. Jeśli ktoś powiedziałby mi, że pewnego dnia będę zawodnikiem Arsenalu, to nie uwierzyłbym mu. To wielkie szczęście dla mojej rodziny i przyjaciół. Nie mogę doczekać się gry na Emirates Stadium oraz zdobywania pucharów dla klubu i kibiców."—Bacary Sagna, wypowiedź po podpisaniu transferze do Arsenalu. |

10 lipca 2007 roku Sagna przyjechał do Londynu na rozmowy z tamtejszym Arsenalem. Dwa dni później podpisał pięcioletni kontrakt z tym klubem (kwoty odstępnego nie ujawniono), odrzuciwszy wcześniej ofertę Newcastle United i Olympique'u Lyon. L'equipe podał natomiast, że Arsenal zapłacił 9 milionów euro i może dopłacić 2 miliony w po spełnieniu określonych warunków. Sagna otrzymał koszulkę z numerem 3, którą wcześniej nosili między innymi Ashley Cole czy Nigel Winterburn. O transferze powiedział:

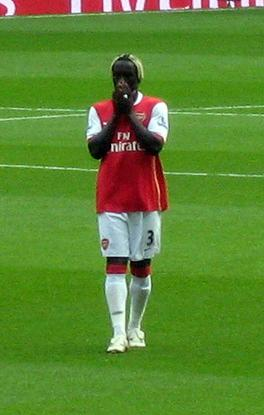
Bacary Sagna w sezonie 2007/08

W nowym klubie zadebiutował 19 lipca w wygranym 3:0 przedsezonowym spotkaniu z tureckim Gençlerbirliği SK rozegranym na stadionie Bad Waltersdorf Stadion.
Pod koniec lipca rozegrano turniej Emirates Cup, w którym Arsenal zajął pierwsze miejsce a Sagna zagrał w obu spotkaniach. Na początku sierpnia miał także miejsce Amsterdam Tournament, który zakończył się wygraną Arsenalu, a Francuz zagrał w jednym z dwóch meczów.
Pierwszy raz w Premier League Sagna wystąpił 12 sierpnia, kiedy to zagrał od pierwszej minuty w wygranym 2:1 meczu z Fulham F.C.. Po przejściu do Premier League Sagna zastąpił na prawej obronie Emmanuela Ebouégo, który zaczął występować jako prawoskrzydłowy.
23 marca 2008 roku w przegranym 2:1 meczu z lokalnym rywalem Arsenalu, Chelsea, Sagna po rzucie rożnym strzelił główką swoją pierwszą bramkę dla klubu. Gola tego zadedykował bratu, który zmarł miesiąc wcześniej. W tym meczu nabawił się także kontuzji kostki, która wykluczyła go z gry do końca sezonu.
Pod koniec rozgrywek Sagna znalazł się w drużynie roku wybranej przez PFA i został wybrany najlepszym prawym obrońcą w lidze. Sagna w tym sezonie został także uznany przez kibiców za najlepszego piłkarza klubu w głosowaniu na oficjalnej stronie Arsenalu.
W debiutanckim sezonie w swojej nowej ekipie Sagna wystąpił w 29 ligowych spotkaniach, trzech pucharowych oraz w ośmiu w Lidze Mistrzów. Strzelił jedną bramkę (23 marca w ligowym spotkaniu z Chelsea). Arsenal w tych ostatnich rozgrywkach dotarł do ćwierćfinału, w którym przegrał z Liverpoolem. W lidze zajął natomiast trzecie miejsce, za Manchesterem United i Chelsea.

#### Sezon 2008/09
| "Kocham Arsenal, jest to znakomity klub. Nasz trener jest świetnym fachowcem, w przyszłym sezonie powalczymy o wszystkie trofea."—Bacary Sagna, wypowiedź po podpisaniu nowego kontraktu z klubem. |

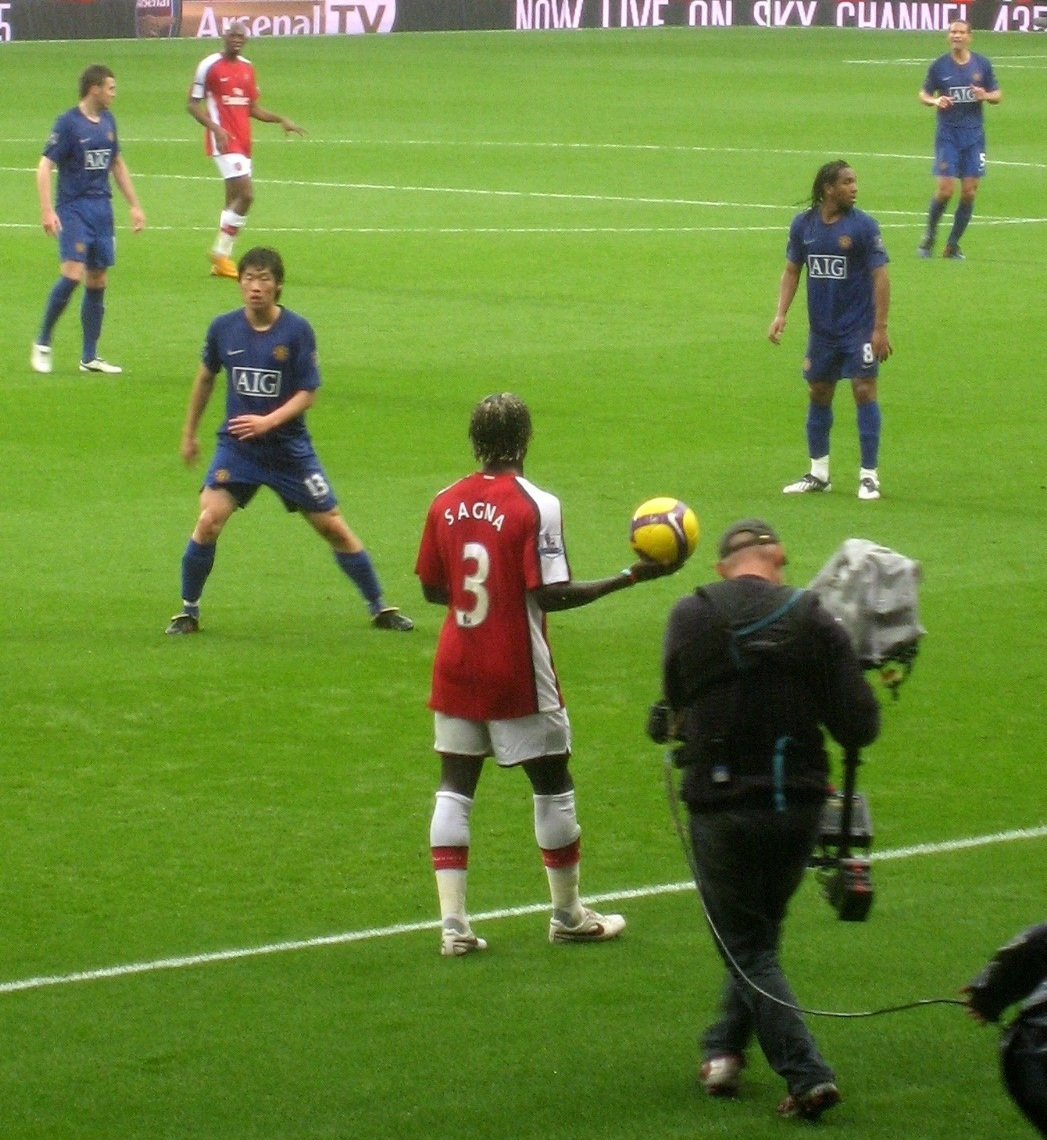
Sagna przygotowujący się do wyrzutu piłki z autu w meczu z Manchesterem United, listopad 2008

4 czerwca 2008 roku Sagna przedłużył kontrakt z Arsenalem o kolejne dwa lata, wiążący go z drużyną do 2014 roku.
Na początku sierpnia odbył się podobnie jak przed rokiem Amsterdam Tournament, w którym po raz drugi z rzędu triumfował Arsenal.
16 października w reprezentacyjnym meczu Sagna doznał kontuzji kolana, która wykluczyła go z gry na dwa następne spotkania. Wraz z nim w tym czasie kontuzji doznali także William Gallas i Nicklas Bendtner.
Do drużyny Sagna powrócił 26 października, kiedy w wygranym 2:0 meczu z West Ham United zmienił w 90. minucie Robina van Persiego. 15 listopada Sagna doznał kontuzji kostki, która miała go wykluczyć z gry na "kilka tygodni". Do gry powrócił dwa tygodnie później, kiedy to zagrał w ligowym meczu z Chelsea. Sezon 2008/09 zakończył z 35 ligowymi występami, pięcioma w pucharach krajowych i dziewięcioma w pucharach europejskich.
W czerwcu 2009 roku francuska prasa spekulowała, jakoby Sagną zainteresowany był Real Madryt. Francuz jednak temu zaprzeczył i pozostał w Londynie.

### Manchester City
13 czerwca 2014 roku Sagna podpisał trzyletni kontrakt z Manchesterem City. W lipcu 2017 r. po wygaśnięciu kontraktu opuścił Manchester City.

### Benevento
3 lutego 2018 r. podpisał kontrakt na 1,5 roku z Benevento Calcio. Wystąpił w 13 meczach i zdobył 1 gola.

### Montreal Impact
8 sierpnia 2018 r. podpisał kontrakt z Montreal Impact. 1 stycznia 2020 roku zakończył piłkarską karierę.

## Kariera reprezentacyjna
Mimo iż Sagna ma senegalskich rodziców, występuje dla reprezentacji Francji, kraju, w którym się urodził. Ma na koncie 12 występów w reprezentacji Francji w kategorii do lat 21. Zadebiutował w niej w roku 2004 i wraz z nią wystąpił na Mistrzostwach Europy 2006, na których dotarła do półfinału.
Pierwszy raz do seniorskiej kadry Sagnę powołano w maju 2007 roku na mecze z Ukrainą i Gruzją. Nie wystąpił jednak w żadnym z tych spotkań. W pierwszej reprezentacji zadebiutował kilka miesięcy później, 22 sierpnia, kiedy w wygranym 1:0 towarzyskim meczu ze Słowacją zmienił po godzinie gry François Clerca. Pierwszy raz w meczu o punkty wystąpił 13 października tego samego roku w wygranym 6:0 meczu eliminacji Euro 2008 z Wyspami Owczymi. Zagrał w nim przez pełne 90 minut. Był to jego jedyny występ w tych eliminacjach. Na Mistrzostwa Europy nie pojechał z powodu kontuzji, zamiast niego w kadrze znaleźli się Willy Sagnol i François Clerc. Łącznie w barwach trójkolorowych wystąpił 65 razy.

## Życie prywatne
Rodzice Sagny pochodzą z Senegalu, on sam urodził się we Francji. Jest żonaty, w marcu 2009 roku urodził mu się syn. Kuzyn Sagny, Ibrahima Sonko, również jest piłkarzem, gra obecnie w Stoke City i jest reprezentantem Senegalu.
Sagna miał także brata Omara, zmarłego pod koniec lutego 2008 roku w wieku 28 lat, któremu zadedykował pierwszą bramkę strzeloną dla Arsenalu.
Sagna jest muzułmaninem.

## Dyscyplina
W czasie występów w ekipie Auxerre Sagna otrzymał siedem żółtych kartek i ani jednej czerwonej.
W sezonie 2007/2008, grając w Arsenalu, został ukarany trzema żółtymi kartkami.
W sezonie 2008/2009 otrzymał pięć żółtych kartek.
W sezonie 2010/2011 otrzymał siedem żółtych kartek oraz dwie czerwone, a w sezonie 2011/2012 sześć żółtych.
Łącznie w karierze klubowej został ukarany 33 kartkami.

## Sukcesy

### Auxerre
- Zwycięstwo
  - Puchar Francji: 2004/05[12]
- Finał
  - Superpuchar Francji: 2005[14]
  - Puchar Intertoto: 2006

### Arsenal
- Zwycięstwo
  - Puchar Anglii: 2013/14

### Reprezentacja Francji
- Wicemistrzostwo Europy: 2016

### Indywidualne
- Piłkarz roku Auxerre: 2006/2007[19]
- Najlepszy francuski prawy obrońca: 2006/2007
- Miejsce w jedenastce sezonu Ligue 1: 2006/2007[3]
- Miejsce w drużynie roku według PFA: 2007/2008[67], 2010/2011
- Najlepszy prawy obrońca w Premier League: 2007/2008[36]
- Najlepszy piłkarz Arsenalu w głosowaniu kibiców na oficjalnej stronie klubu: 2007/2008[37]

## Statystyki

### Klubowe
Stan na 1 stycznia 2020
| Klub                 | Sezon     | Liga    | Liga | Puchary krajowe | Puchary krajowe | Puchary europejskie | Puchary europejskie | Łącznie | Łącznie |
| Klub                 | Sezon     | Występy | Gole | Występy         | Gole            | Występy             | Gole                | Występy | Gole    |
| -------------------- | --------- | ------- | ---- | --------------- | --------------- | ------------------- | ------------------- | ------- | ------- |
| AJ Auxerre           | 2004/2005 | 26      | 0    | 0               | 0               | 10                  | 0                   | 36      | 0       |
| AJ Auxerre           | 2005/2006 | 23      | 0    | 0               | 0               | 1                   | 0                   | 24      | 0       |
| AJ Auxerre           | 2006/2007 | 38      | 0    | 1               | 0               | 8                   | 0                   | 47      | 0       |
| Arsenal F.C.         | 2007/2008 | 29      | 1    | 3               | 0               | 8                   | 0                   | 40      | 1       |
| Arsenal F.C.         | 2008/2009 | 35      | 0    | 5               | 0               | 9                   | 0                   | 48      | 0       |
| Arsenal F.C.         | 2009/2010 | 35      | 0    | 1               | 0               | 8                   | 0                   | 44      | 0       |
| Arsenal F.C.         | 2010/2011 | 33      | 1    | 6               | 1               | 4                   | 0                   | 43      | 2       |
| Arsenal F.C.         | 2011/2012 | 21      | 1    | 2               | 0               | 6                   | 0                   | 29      | 1       |
| Arsenal F.C.         | 2012/2013 | 25      | 0    | 4               | 0               | 2                   | 0                   | 31      | 0       |
| Arsenal F.C.         | 2013/2014 | 35      | 1    | 2               | 0               | 9                   | 0                   | 49      | 1       |
| Manchester City F.C. | 2014/2015 | 9       | 0    | 2               | 0               | 2                   | 0                   | 13      | 0       |
| Manchester City F.C. | 2015/2016 | 28      | 0    | 6               | 0               | 11                  | 0                   | 45      | 0       |
| Manchester City F.C. | 2016/2017 | 18      | 0    | 3               | 0               | 5                   | 0                   | 26      | 0       |
| Benevento            | 2017/2018 | 13      | 1    | 0               | 0               | 0                   | 0                   | 13      | 1       |
| Montreal Impact      | 2018      | 9       | 1    | 0               | 0               | 0                   | 0                   | 9       | 1       |
| Montreal Impact      | 2019      | 31      | 1    | 0               | 0               | 0                   | 0                   | 31      | 1       |
| Łącznie              | Łącznie   | 408     | 7    | 34              | 1               | 84                  | 0                   | 526     | 8       |

### Reprezentacyjne
Stan na 7 października 2016
| Reprezentacja | Rok     | Występy | Gole |
| ------------- | ------- | ------- | ---- |
| Francja       | 2007    | 2       | 0    |
| Francja       | 2008    | 4       | 0    |
| Francja       | 2009    | 10      | 0    |
| Francja       | 2010    | 10      | 0    |
| Francja       | 2011    | 6       | 0    |
| Francja       | 2012    | 0       | 0    |
| Francja       | 2013    | 6       | 0    |
| Francja       | 2014    | 7       | 0    |
| Francja       | 2015    | 9       | 0    |
| Francja       | 2016    | 11      | 0    |
| Łącznie       | Łącznie | 65      | 0    |